# Революціонна сільська рада
Революціо́нна сільська рада (рос. Революционный сельский совет) — сільське поселення у складі Первомайського району Оренбурзької області Росії.
Адміністративний центр та єдиний населений пункт — селище Революціонний.

## Населення
Населення — 515 осіб (2019; 665 в 2010, 890 у 2002).